# Vinkt
Vinkt is een dorp in de Belgische provincie Oost-Vlaanderen en een deelgemeente van Deinze, het was een zelfstandige gemeente tot aan de gemeentelijke herindeling van 1977. Het dorp ligt tegen de grens met West-Vlaanderen, op het kruispunt van de weg Aalter-Deinze en de weg van Aarsele naar Nevele.

## Geschiedenis
Vinkt werd voor het eerst vermeld in 1123-1146 als Uincte. Het was een heerlijkheid die afhankelijk was van het Land van Nevele. Ook de Abdij van Marquette had hier bezittingen.
Aan het begin van de Tweede Wereldoorlog, tijdens de 18-daagse veldtocht (mei 1940), vond een moordpartij op de burgerbevolking door het Duitse leger plaats. (Zie Bloedbad van Vinkt).

## Demografische ontwikkeling
- Bronnen:NIS, Opm:1831 tot en met 1970=volkstellingen; 1976 = inwoneraantal op 31 december

## Bezienswaardigheden
- De gotische Sint-Bartolomeuskerk. Deze kerk kwam er na de instorting van de vorige in 1615. De spits werd zwaar beschadigd in 1918.
- De Reflectieruimte Vinkt Mei 1940: Waartoe de mens in staat is?, een bezoekers- en informatiecentrum waar het Bloedbad van Vinkt wordt herdacht. Deze werd geopend in 2013.

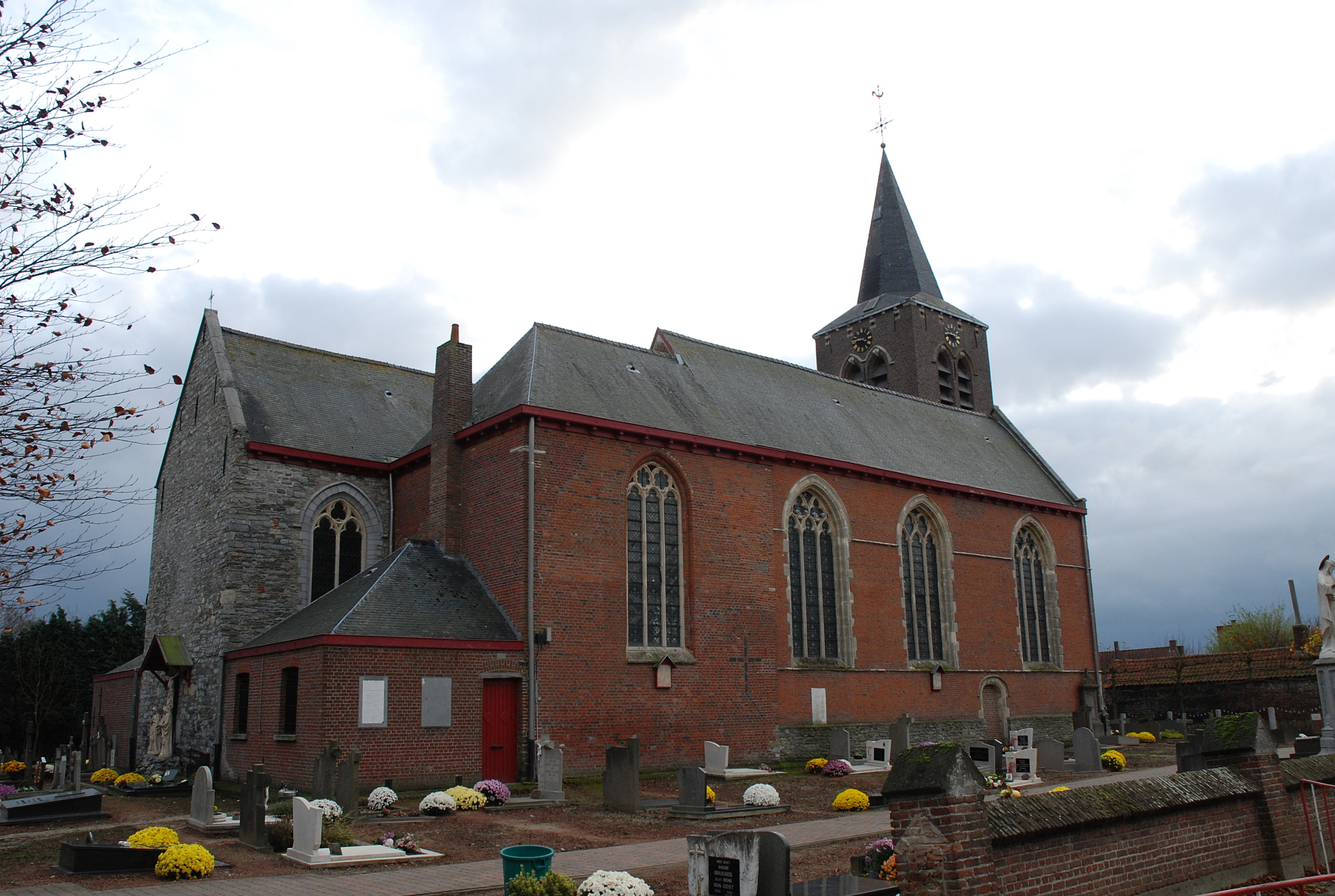
De Sint-Bartolomeuskerk
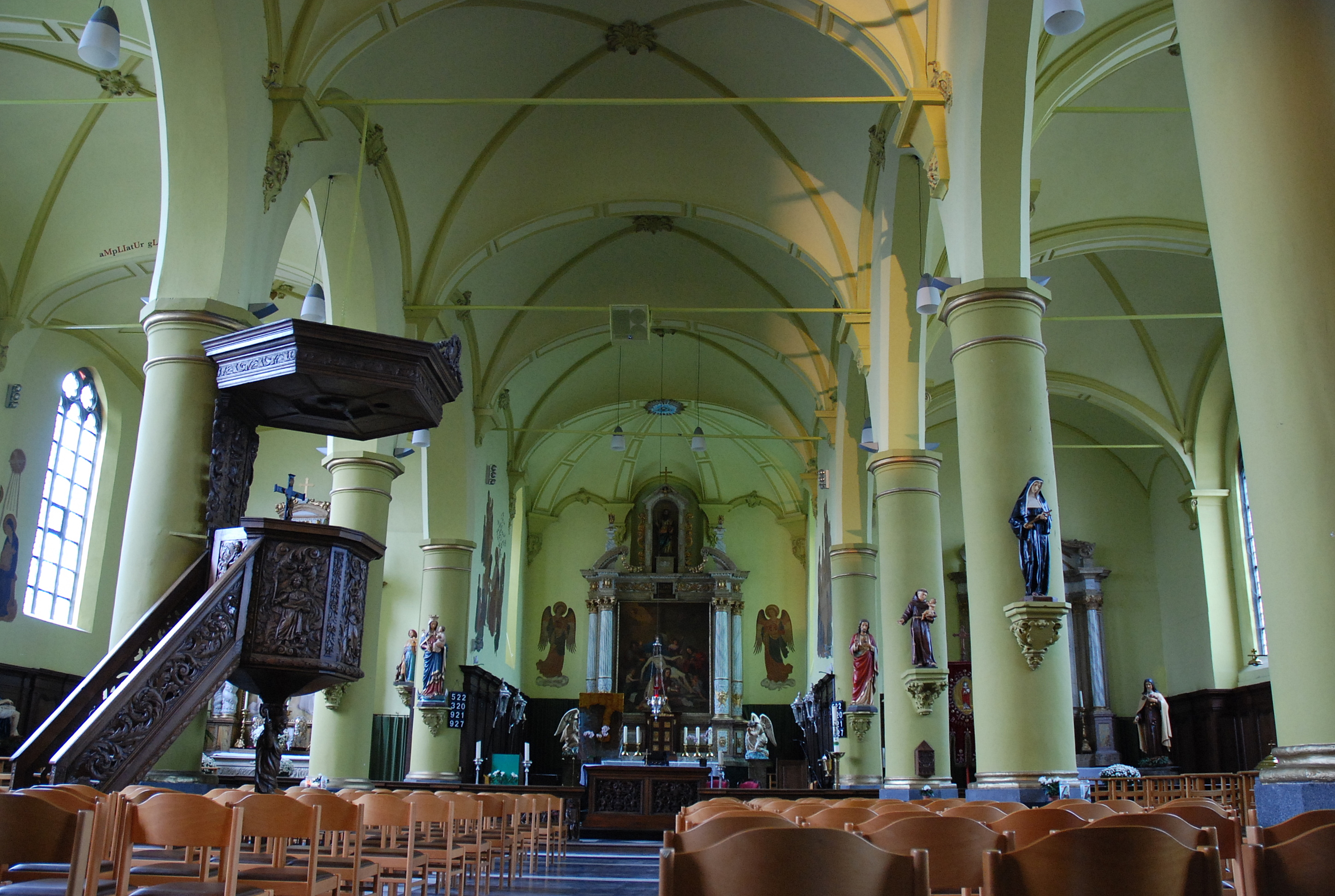
Binnen
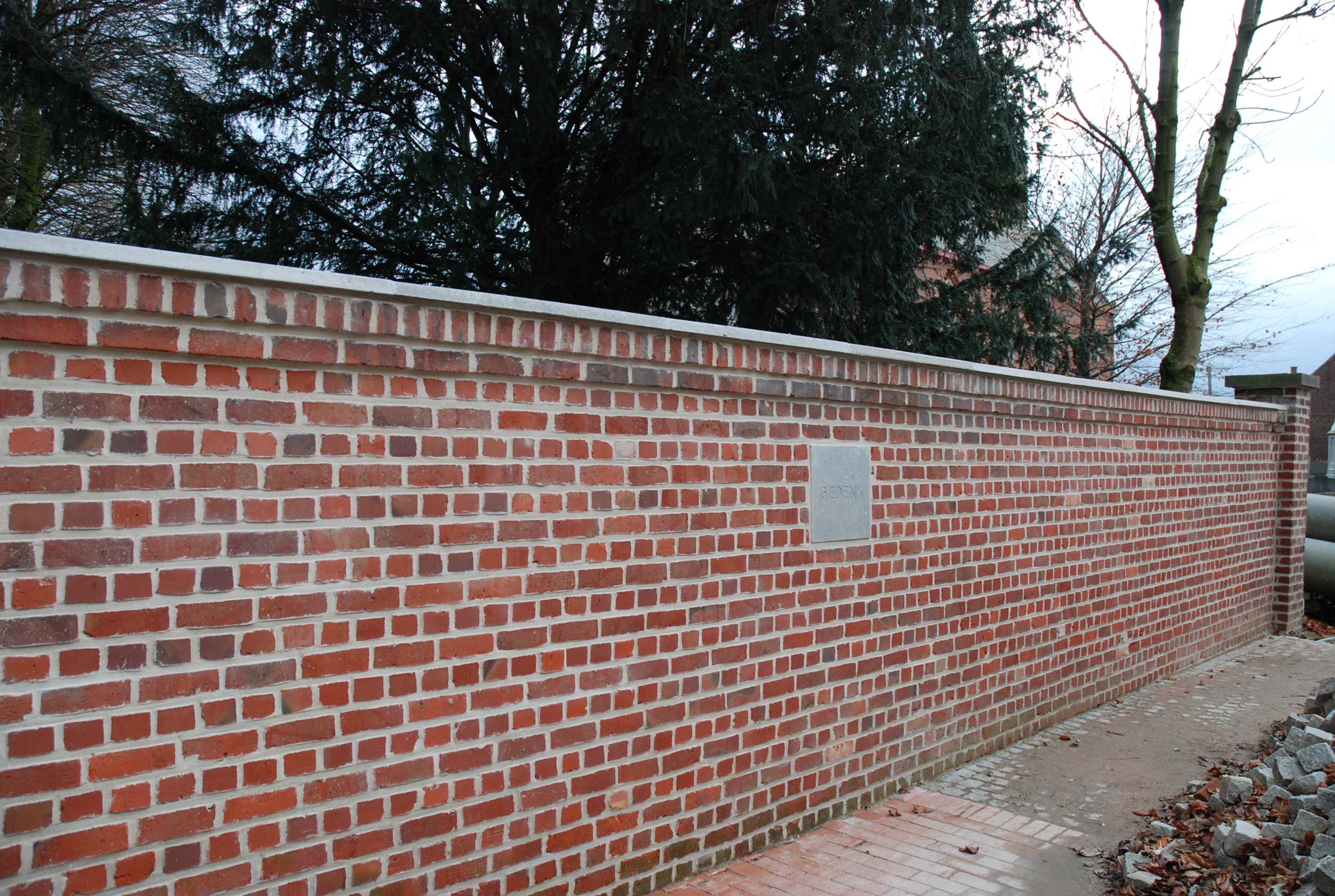
Een van de executiemuren aan de pastorij

## Natuur en landschap
Vinkt ligt in Zandig Vlaanderen op een lichte hoogte van iets meer dan 20 m. In het noorden loopt de Poekebeek en meer zuidelijk de Reigersbeek. Beide beken lopen naar het oosten, in de richting van de Oude Kale.

## Politiek
Vinkt had een eigen gemeentebestuur en burgemeester tot de fusie van 1977. Burgemeesters waren:
- ...-1952 : Omer De Roo
- 1953-1958 : Raymond Vermote
- 1959-1970 : Roger Vercamer
- 1971-1976 : Jozef Van Nevel

## Nabijgelegen kernen
Lotenhulle, Poeke, Aarsele, Zeveren, Wontergem, Meigem, Nevele, Poesele